# Glossopteris
La glossopteride (gen. Glossopteris) è una pianta estinta, appartenente alle pteridospermatofite. Visse tra il Permiano inferiore e il Triassico inferiore (270 -  230 milioni di anni fa) e i suoi resti, rinvenuti in India, Australia, Africa meridionale, Madagascar, Sudamerica e Antartide, sono stati fondamentali come prova per la teoria della deriva dei continenti.

## Storia
Le Glossopteridales si svilupparono nell'emisfero meridionale all'inizio del Permiano e si estinsero nel corso della grande estinzione di massa alla fine dello stesso periodo.
Nel periodo del loro massimo sviluppo, queste piante divennero l'elemento dominante della flora nell'emisfero meridionale, prima di scomparire in quasi tutti i luoghi durante la grande estinzione di massa che determinò la fine del Permiano, circa 250 milioni di anni fa.
Nella sola India sono stati ritrovati più di 70 fossili di questo genere di piante. Altre sono state trovate in Sud America, Australia, Africa, Madagascar e in Antartide.
La Glossopteris era sostanzialmente ristretta alle latitudini medio-alte del Gondwana nel corso del Permiano e diede un importante contributo ai vasti depositi carboniferi che si formarono in questo periodo nei continenti dell'emisfero meridionale.

## Tassonomia
Dopo la sua scoperta negli anni del 1820, fu per lungo tempo considerata una felce. In seguito fu assegnata alle Gimnosperme e inclusa nella divisione delle Pteridospermatophyta.

## Descrizione
A lungo ritenuta una pianta cespugliosa, Glossopteris era in realtà una forma arborescente che raggiungeva un'altezza di circa sei, sette metri. Alcuni fossili, però, fanno pensare che Glossopteris potesse raggiungere un'altezza di circa 30 metri. Il fusto poteva raggiungere un diametro di circa 50 centimetri, e il legno era molto simile a quello delle gimnosperme, in particolare delle Araucariaceae. I tronchi fossili recano molto chiaramente le impronte degli anelli di crescita.
Le foglie della glossopteride erano molto particolari e si rinvengono piuttosto frequentemente come fossili. La loro forma era lanceolata, molto allungata, simile a una lingua. Il nome infatti deriva dal greco antico γλώσσα (glṓssa, 'lingua') e πτέρις (pteris, 'felce'), indicando cioè una felce con foglie a forma di lingua. La lunghezza delle foglie andava da 2 a oltre 30 cm.
Le nervature erano molto tipiche, mentre gli stomi erano presenti sulla superficie inferiore delle foglie.
 
I semi erano portati su un solo lato di strutture variamente ramificate o fuse, mentre i microsporangi che contenevano il polline erano raggruppati alla fine di sottili filamenti.
 
Gli organi che producevano i semi e il polline erano parzialmente fusi alle foglie.

## Importanza dei fossili

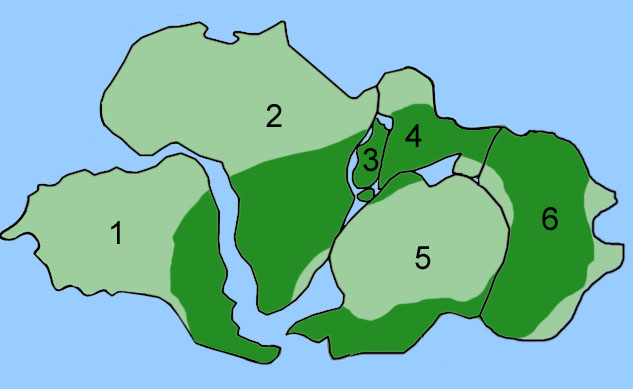
I fossili di Glossopteris (verde scuro) rinvenuti in tutti i continenti meridionali provano che un tempo i continenti erano uniti

L'ampia diffusione di questa pianta ha caratterizzato tutti i continenti meridionali alla fine del Paleozoico. All'epoca, tutti questi continenti erano riuniti in un'unica massa continentale, il supercontinente Gondwana. La flora di questa massa di terraferma è anche conosciuta come “flora a Glossopteris”, dal nome della sua forma più tipica. Gli studiosi hanno notato che la distribuzione dei resti fossili di Glossopteris corrisponde perfettamente con le masse terrestri che allora componevano il Gondwana. Un altro genere tipico di questa flora era Gangamopteris.

## Habitat
Glossopteris e Gangamopteris facevano parte di un tipo di flora molto meno variegata rispetto a quella dei continenti settentrionali, probabile testimonianza di un clima più secco e rigido. In ogni caso, sembra che molte zone in cui cresceva Glossopteris fossero occupate da pianure temperate o caldo-umide con suoli molto umidi, simili a quelli dove prospera il moderno cipresso calvo.